# Aaron Gillespie
Aaron Roderick Gillespie (Clearwater, 18 luglio 1983) è un batterista e cantante statunitense, Gillespie è stato membro fondatore della band christian metalcore/screamo Underoath e di quella alternative rock/emo (inizialmente partita come progetto solista) The Almost. Dal 2013 al 2016 ha seguito i Paramore durante i loro concerti come batterista turnista.

## Biografia

### Gli Underoath
Aaron nacque in Florida in una famiglia profondamente cristiana. Da bambino frequentò scuole private, e crescendo fu sempre membro attivo della Chiesa.
All'età di 14 anni, gli venne proposto di suonare la batteria per una band in formazione, quella che poi verrà conosciuta come Underoath, dopo che il padre dell'ex chitarrista Luke Morton lo vide suonare in chiesa.
Nel 2002, viene posto in commercio il primo album degli Underoath (The Changing of Times) con Gillespie anche alla seconda voce, aggiungendo un tocco di melodia ai brani cantati fino a quel momento solo in scream.
L'album They're Only Chasing Safety pubblicato dagli Underoath nel 2004, è stato scritto per la maggior parte da Gillespie, a proposito di una sua relazione conclusa durata quattro anni. In un'intervista concessa ad Alternative Press, disse: "Penso che sarei morto se non avessi scritto quelle canzoni. Ho pensato di aver rovinato la vita di qualcun altro. È difficile da spiegare, ma non puoi far finta che vada tutto bene e andare avanti e sposarti."

### The Almost
Gillespie è il cantante anche del suo progetto parallelo The Almost. L'album di debutto, Southern Weather, è uscito il 3 aprile 2007, ma è stato registrato un anno prima. Gillespie ha registrato le parti di tutti gli strumenti, tranne il basso in alcune tracce, nelle quali ha suonato il bassista (e cantante) dei The Starting Line, Kenny Vasoli.
Durante il tour del 2007 degli Underoath, nella data di Las Vegas Gillespie ha dovuto essere ricoverato d'urgenza per un'infezione alla mano. Invece di cancellare alcuni show, gli Underoath hanno chiesto a Kenny Bozich, batterista degli Almost, di sostituirlo, e Timothy McTague (chitarrista degli Underoath) ha fatto le sue parti vocali.

### Vita privata
Si è sposato con Jamie Anne Robertson il 25 novembre 2006, e si è trasferito con lei a Salt Lake City, in Utah, per stare vicini alla famiglia di lei. Più avanti, Aaron e Jamie sono tornati in Florida, e attualmente vivono a Tarpon Springs.